# Municipio de Ledyard
El municipio de Ledyard (en inglés: Ledyard Township) es un municipio ubicado en el condado de Kossuth en el estado estadounidense de Iowa. En el año 2010 tenía una población de 547 habitantes y una densidad poblacional de 5,86 personas por km².

## Geografía
El municipio de Ledyard se encuentra ubicado en las coordenadas 43°23′35″N 94°8′18″O / 43.39306, -94.13833. Según la Oficina del Censo de los Estados Unidos, el municipio tiene una superficie total de 93.28 km², de la cual 93,26 km² corresponden a tierra firme y (0,02 %) 0,02 km² es agua.

## Demografía
Según el censo de 2010, había 547 personas residiendo en el municipio de Ledyard. La densidad de población era de 5,86 hab./km². De los 547 habitantes, el municipio de Ledyard estaba compuesto por el 95,43 % blancos, el 0,37 % eran amerindios, el 3,29 % eran de otras razas y el 0,91 % eran de una mezcla de razas. Del total de la población el 3,47 % eran hispanos o latinos de cualquier raza.